# Визит Си Цзиньпина в Россию (2025)
Визит Си Цзиньпина в Россию (2025) — официальный визит генерального секретаря Коммунистической партии Китая и Председателя Китайской Народной Республики Си Цзиньпина в Россию, который прошёл с 7 по 10 мая 2025 года. Глава КНР принял участие в переговорах с президентом России Владимиром Путиным и в торжествах по случаю Парада Победы в Москве.
Для Си Цзиньпина этот визит стал вторым визитом в Москву после переизбрания в 2023 году и вторым участием в праздновании Дня Победы в РФ после Парада Победы в 2015 году.
В поездке Си сопровождали директор Главного управления Коммунистической партии Китая Цай Ци и министр иностранных дел КНР Ван И.

## Хронология визита
27 декабря 2024 года посол РФ в Китае Игорь Моргулов сообщил, что визит председателя КНР Си Цзиньпина в Россию ожидается в 2025 году.
10 февраля 2025 года пресс-секретарь президента РФ Дмитрий Песков заявил, что запланированы взаимные визиты глав КНР и России в Москву и Пекин по случаю 80-летия Победы.
1 апреля 2025 года Владимир Путин заявил о том, что глава КНР посетит Россию с полноценным государственным визитом.
4 мая 2025 года стало известно, что официальный визит Си Цзиньпина продлится с 7 по 10 мая.
7 мая 2025 года Си Цзиньпин прибыл в Москву. В аэропорту Внуково его встречали заместитель председателя правительства РФ Татьяна Голикова и ряд высокопоставленных российских чиновников.
8 мая 2025 года главы России и КНР провели переговоры, которые продолжались 3,5 часа. На встрече обсуждались ключевые вопросы двусторонней повестки, включая конфликт России и Украины. Согласно сообщению, Си Цзиньпин выступил за устранение коренных причин кризиса и призвал к достижению мира между Москвой и Киевом. Владимир Путин заявил о готовности к мирным переговорам без предварительных условий. По итогам переговоров было подписано 28 документов, включая соглашения о защите инвестиций, сотрудничестве в цифровой экономике, космической сфере и других областях. Особое значение имели два совместных заявления, подписанные лично лидерами государств: о дальнейшем углублении всеобъемлющего партнёрства и по вопросам глобальной стратегической стабильности.
9 мая 2025 года Си Цзиньпин принял участие в торжественных мероприятиях в честь Дня Победы в Москве. В рамках визита глава КНР возложил цветы к Могиле Неизвестного Солдата. Во время военного парада на Красной площади подразделения китайских войск прошли вместе с российскими военнослужащими. Си Цзиньпин и Владимир Путин сидели рядом на главной трибуне и вели беседу в ходе мероприятия.
10 мая Си Цзиньпин покинул Москву. Истребители ВКС РФ сопровождали спецборт главы КНР в воздушном пространстве России до китайской границы.

## Реакция
По мнению The Washington Post, тесное партнёрство Владимира Путина и Си Цзиньпина представляется стабилизирующей силой в неспокойном мире.
По мнению аналитического центра Re:Russia присутствие Си Цзиньпина стало символической демонстрацией того, что попытки администрации Трампа вбить клин в отношения Китая и России потерпели фиаско.
С точки зрения CNN, присутствие Си Цзиньпина знаменовало собой проявление единства между двумя автократами и их странами в тот момент, когда дипломатия президента США Дональда Трампа «Америка прежде всего» пошатнула глобальные альянсы и изменила отношения между Вашингтоном и обеими державами.
Bloomberg отметил, что Си Цзиньпин использует свой государственный визит в Москву, чтобы извлечь выгоду из торговой войны, которая изолирует Вашингтон.
The New York Times подчеркнуло, что для Си Цзиньпина и Путина этот визит — шанс укрепить свою легитимность как лидеров стран, победивших фашистскую Германию и империалистическую Японию. При этом эта встреча может подорвать усилия Китая по восстановлению отношений с Европой, чтобы компенсировать последствия от торговой войны с США.
По мнению The Moscow Times, Путин использовал встречу с главой КНР для того, чтобы провести параллели между Россией и Китаем в военное время, сославшись на 27 миллионов советских и 37 миллионов китайских смертей во Второй мировой войне.
С точки зрения Reuters, визит главы КНР даёт Владимиру Путину важный дипломатический импульс в то время, когда российский лидер стремится показать, что его страна не изолирована на мировой арене.
Deutsche Welle отмечает, что визит Си Цзиньпина в Москву и встреча с Путиным посылают сигнал, что российский президент не одинок, и его уважают союзники.
Al Jazeera подчёркивает, что приветствуя Си Цзиньпина как «дорогого друга» в Кремле, Путин воспользовался возможностью, чтобы подчеркнуть роль Москвы во Второй мировой войне и усилить свою позицию относительно войны на Украине как новой битвы против нацистов.
The Guardian отмечает возрастающие опасения других стран по поводу тесного сотрудничества в области безопасности между РФ и Китаем.